# Hugo Rothert
Hugo Rothert (* 27. Oktober 1846 in Preußisch Oldendorf; † 13. Juni 1936 in Münster) war ein deutscher Pfarrer und Kirchenhistoriker.

## Leben
Rothert studierte Evangelische Theologie an der Friedrichs-Universität und wurde 1866 im Corps Normannia-Halle aktiv. Zum D. theol.  promoviert, war er Pfarrer in Oelde, ab 1872 in Lippstadt, bis er 1879 Pfarrer an St. Nicolai (Lemgo) wurde. 1886 wechselte er in eine Pfarrstelle an Neu St. Thomae in Soest, wo er bis zum Eintritt in den Ruhestand 1914 wirkte.
1905 wurde er in die Historische Kommission für Westfalen aufgenommen. Die Westfälische Wilhelms-Universität promovierte ihn 1914 zum Dr. phil. Im  Ersten Weltkrieg veröffentlichte er eine historische Broschüre anlässlich von Paul von Hindenburgs militärischen Erfolgen in Kurland. Von 1915 bis 1934 lehrte er als Dozent und Honorarprofessor  westfälische Kirchengeschichte an der  Westfälischen Wilhelms-Universität. Hermann Rothert war sein Sohn.

## Ehrungen
- Ehrenmitglied der Historischen Kommission für Westfalen (1930)

## Schriften
- Das Kirchspiel von St. Thomae zu Soest. Zur Geschichte einer evangelischen Gemeinde in Westfalen. Kurtze, Soest 1887 (Digitalisat).
- Zur Kirchengeschichte der „ehrenreichen“ Stadt Soest. Bertelsmann, Gütersloh 1905 (Digitalisat); Neudruck NabuPress 2012, ISBN 978-1279927069.
- Festschrift zur 300jährigen Gedächtnis-Feier d. ersten Märkischen Lutherischen Generalsynode. Westdeutscher Lutherverlag, Witten 1912.
- Kirchengeschichte der Grafschaft Mark. Bertelsmann, Gütersloh 1913.
- Der kirchliche Wiederaufbau nach dem Dreißigjährigen Kriege. Bertelsmann, Gütersloh 1924.
- Kirchengeschichte des Westfälisch-Rheinischen Industriegebietes vom evangelischen Standpunkt. Friedrich Wilhelm Ruhfus, Dortmund 1926.
- Die Minden-Ravensbergische Kirchengeschichte, 4 Bände. Selbstverlag des Vereins für Westfalische Kirchengeschichte 1927–1930.
- Johann Moritz Schwager, eine westfälische Pfarrergestalt der Aufklärungszeit. Verlag Martin Warneck, Berlin 1929.